# Wenezuela na Letnich Igrzyskach Paraolimpijskich 1984
Wenezuelę na Letnich Igrzyskach Paraolimpijskich w 1984 roku reprezentowało 6 zawodników w 2 dyscyplinach. Nie zdobyli oni żadnego medalu na igrzyskach.
Był to debiut Wenezueli na igrzyskach paraolimpijskich.

## Wyniki zawodników

### Lekkoatletyka

#### Konkurencje biegowe

##### Mężczyźni
| Zawodnik         | Konkurencja        | Eliminacje | Eliminacje | Finał | Finał   | Źródło |
| Zawodnik         | Konkurencja        | Czas       | Pozycja    | Czas  | Pozycja | Źródło |
| ---------------- | ------------------ | ---------- | ---------- | ----- | ------- | ------ |
| Victor Diaz      | Bieg na 100 m (B1) | —          | —          | 13.50 | 19.     | [ 2 ]  |
| Julio Nava       | Bieg na 400 m (B3) | 1:06.81    | 5.         | NQ    | NQ      | [ 3 ]  |
| Wilson Hernandez | Bieg na 400 m (B3) | 1:09.38    | 6.         | NQ    | NQ      | [ 3 ]  |
| Julio Nava       | Bieg na 800 m (B3) | 2:40.00    | 5.         | NQ    | NQ      | [ 4 ]  |
| Elis Mendes      | Bieg na 800 m (B3) | 2:55.26    | 6.         | NQ    | NQ      | [ 4 ]  |
| Wilson Hernandez | Bieg na 800 m (B3) | 2:50.32    | 5.         | NQ    | NQ      | [ 4 ]  |

#### Konkurencje techniczne

##### Mężczyźni
| Zawodnik         | Konkurencja         | Finał  | Finał   | Źródło |
| Zawodnik         | Konkurencja         | Wynik  | Pozycja | Źródło |
| ---------------- | ------------------- | ------ | ------- | ------ |
| Wilson Hernandez | Skok w Dal (B3)     | 4,38 m | 13.     | [ 5 ]  |
| Elis Mendes      | Skok w Dal (B3)     | 4,13 m | 14.     | [ 5 ]  |
| Victor Diaz      | Pchnięcie kulą (B1) | 7,75 m | 12.     | [ 6 ]  |
| Youany Parra     | Pchnięcie kulą (B2) | 8,06 m | 5.      | [ 7 ]  |

### Pływanie

#### Mężczyźni
| Zawodnik         | Konkurencja                 | Eliminacje | Eliminacje | Finał | Finał   | Źródło |
| Zawodnik         | Konkurencja                 | Czas       | Pozycja    | Czas  | Pozycja | Źródło |
| ---------------- | --------------------------- | ---------- | ---------- | ----- | ------- | ------ |
| William Gonzalez | 50 m stylem klasycznym (B2) | 58.00      | 5.         | NQ    | NQ      | [ 8 ]  |